# Mara Gundulić Gučetić
Mara Gundulić Gučetić (talijanski: Maria Gondola Gozze) (Dubrovnik, 16. stoljeće) bila je dubrovačka književnica, filozofkinja i prva feministica u Dubrovačkoj Republici. Bila je najbolja prijateljica najpoznatijoj Dubrovkinji toga doba, Cvijeti Zuzorić.
Bila je supruga filozofa i polihistora Nikole Vitova Gučetića (1549. – 1610.). Bila je sugovornica Cvijete Zuzorić u dijalozima Nikole Vitova Gučetića Dialogo della belezza (Dijalog o ljepoti) koji je posvećen Cvijetinoj sestri Niki te Dialogo dʼamore (Dijalog o ljubavi). U predgovoru Gučetićeva djela Discorsi sopra le Metheore d' Aristotile (Venecija, 1584.). Marija brani svoju prijateljicu Cvijetu od kleveta. Ovaj tekst predstavlja prvi ženski glas u obrani prava žena na tom području odniosno na istočnoj obali Jadrana.  S Nadom Bunić, Julijom Bunić i Cvijetom Zuzorić bila je članica društva Dei concordi.